# مجلة دجلة
مجلة دجلة، شهرية سياسية ثقافية عامة، تصدر عن وزارة الثقافة في حكومة اقليم كوردستان - العراق. صدر العدد الأول منها في نيسان 1998.

## هيئة التحرير
- صاحب الامتياز: وزير الثقافة.
- رئيس التحرير: عبد الكريم فندي.
- مدير التحرير: عزت فندي.
- الإخراج الفني: هكار فندي.